# 예미역
예미역(Yemi station, 禮美驛)은 강원특별자치도 정선군 신동읍 예미리에 위치한 태백선과 함백선의 철도역이다.
본 역에서 함백역을 경유하여 조동역까지 우회하는 함백선이 본선인 태백선과 분기된다. 하루 총 17회의 무궁화호 열차가 이 역에 정차하며, 태백선의 조동역으로 이어지는 30퍼밀의 철도는 대한민국에서 가장 경사가 가파른 구간이기 때문에 예미역에서 피난선이 분기했으나 현재는 철거된 상태이다.

## 역명 유래
1914년 일제가 지역통합때 여미산을 예미산으로 바꿔부르면서 붙여진데서 유래하였다.

## 역사
- 1957년 3월 10일 : 보통역으로 영업 개시[1]
- 1977년 9월 5일 : 역사준공
- 1994년 1월 1일 : 소화물 취급 중지[2]
- 2009년 4월 30일 : 피난선 철거
- 2013년 11월 14일 : 제천 기점 52.1km로 변경[3]
- 2015년 1월 22일 : 정선아리랑열차(A-Train) 운행 개시(다만 현재는 코로나19로 운행중지 했다.)
- 2020년 3월 2일 : 영동선 누리로 운행(청량리 ~ 동해)무궁화호 전환
- 2020년 3월 3일 : 영동선 누리로(청량리 ~ 동해) 운행 개시

### 승강장
| ↑영월    |
| 상 하 \| |
| 민둥산↓  |

| 상행 | 태백선 | 무궁화호 누리로 | 제천 · 청량리 방면 |
| 하행 | 태백선 | 무궁화호 누리로 | 태백 · 동해 방면   |

## 사진

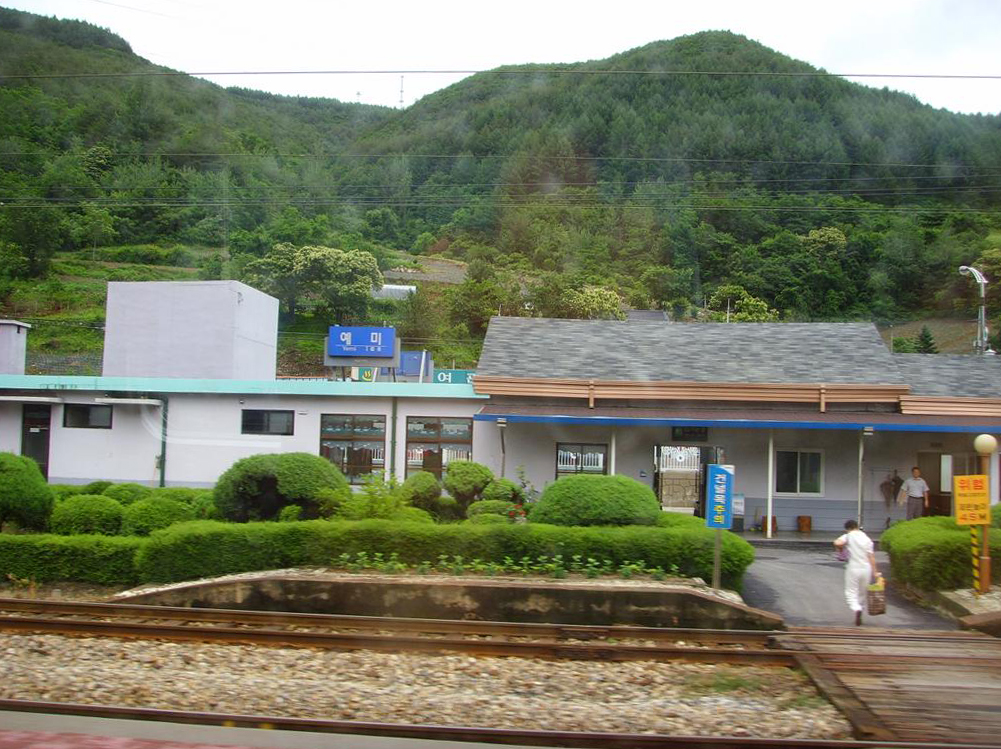
2007년 6월 24일 사진
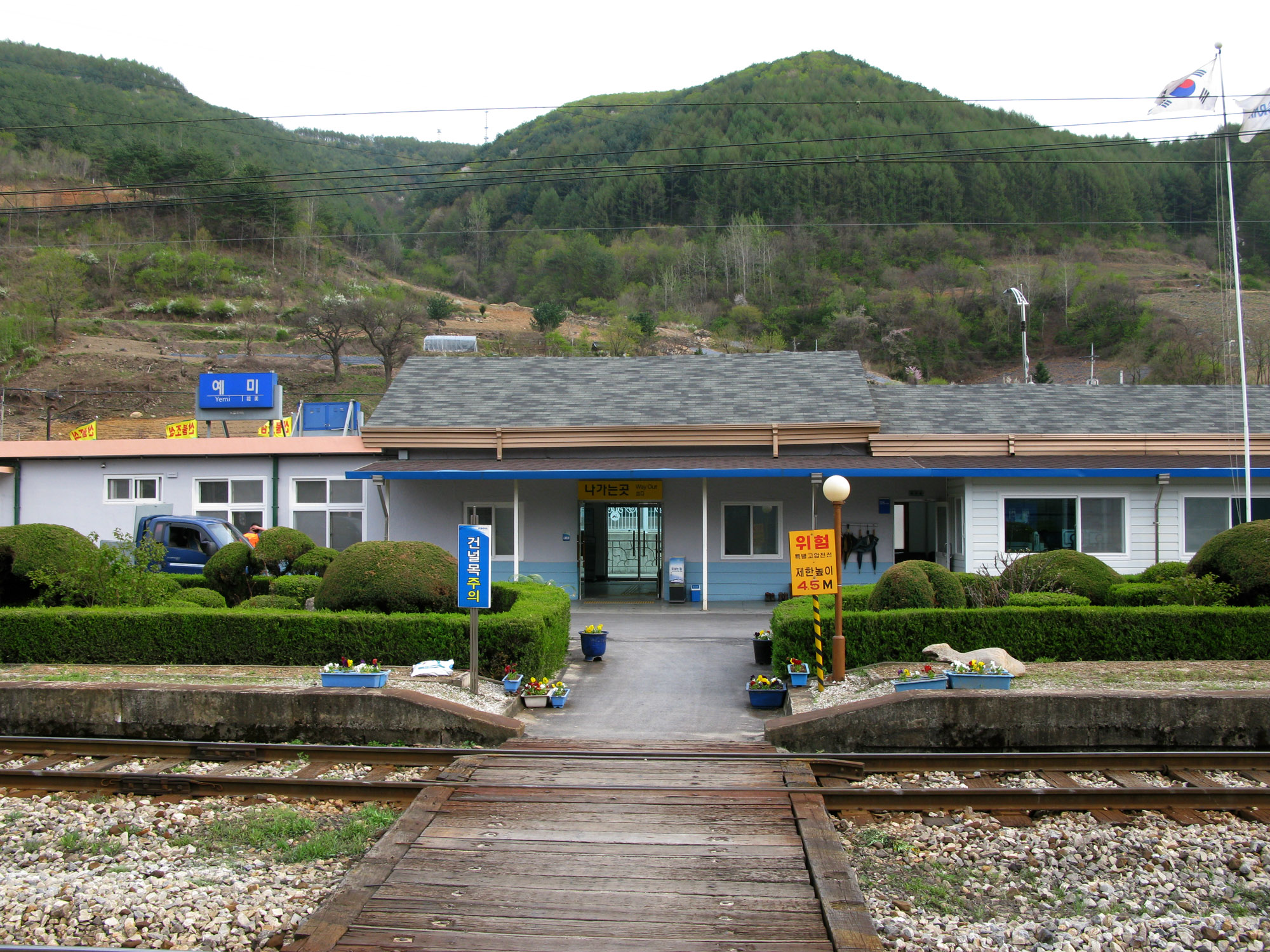
역사 뒷면
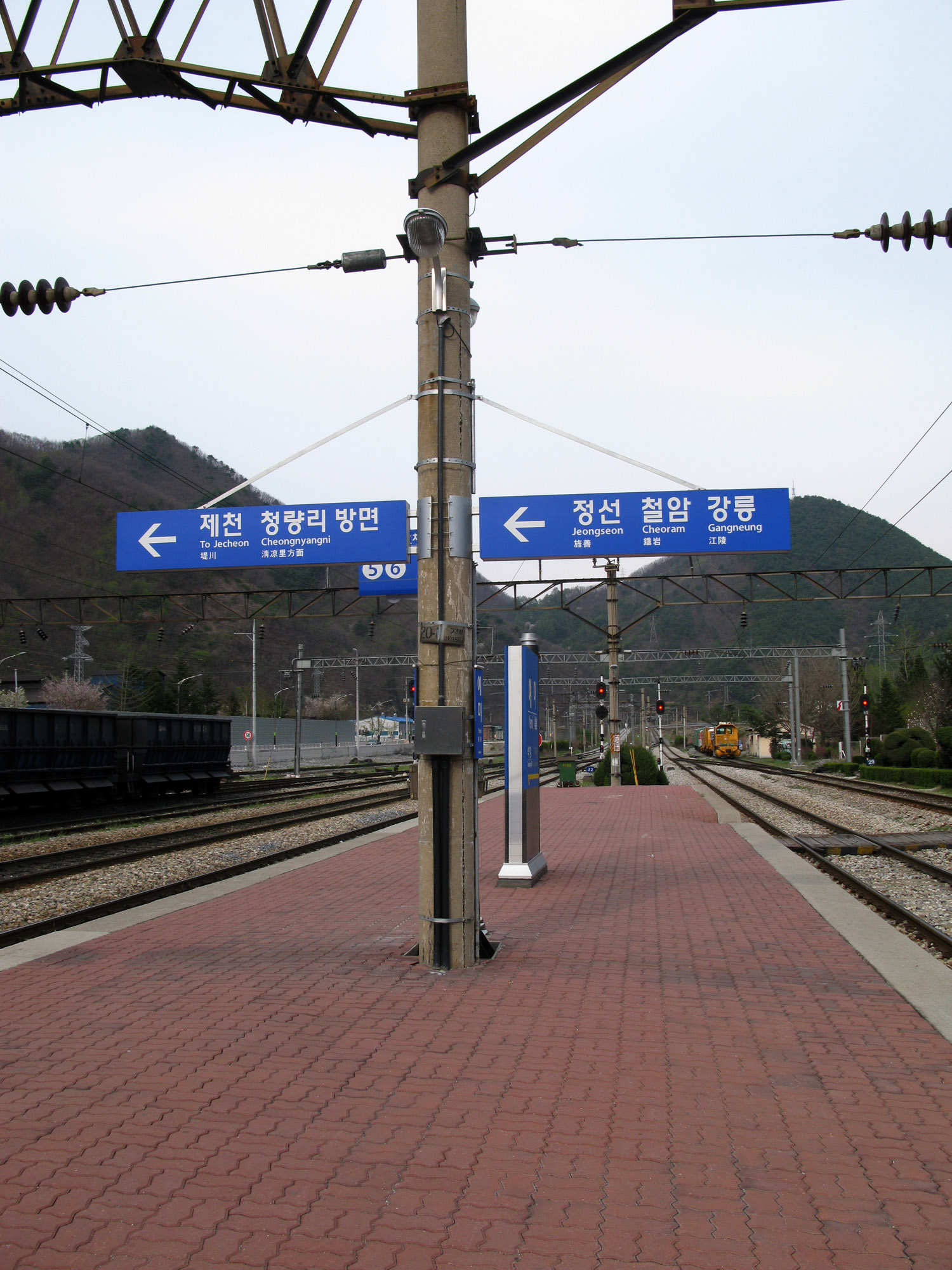
승강장
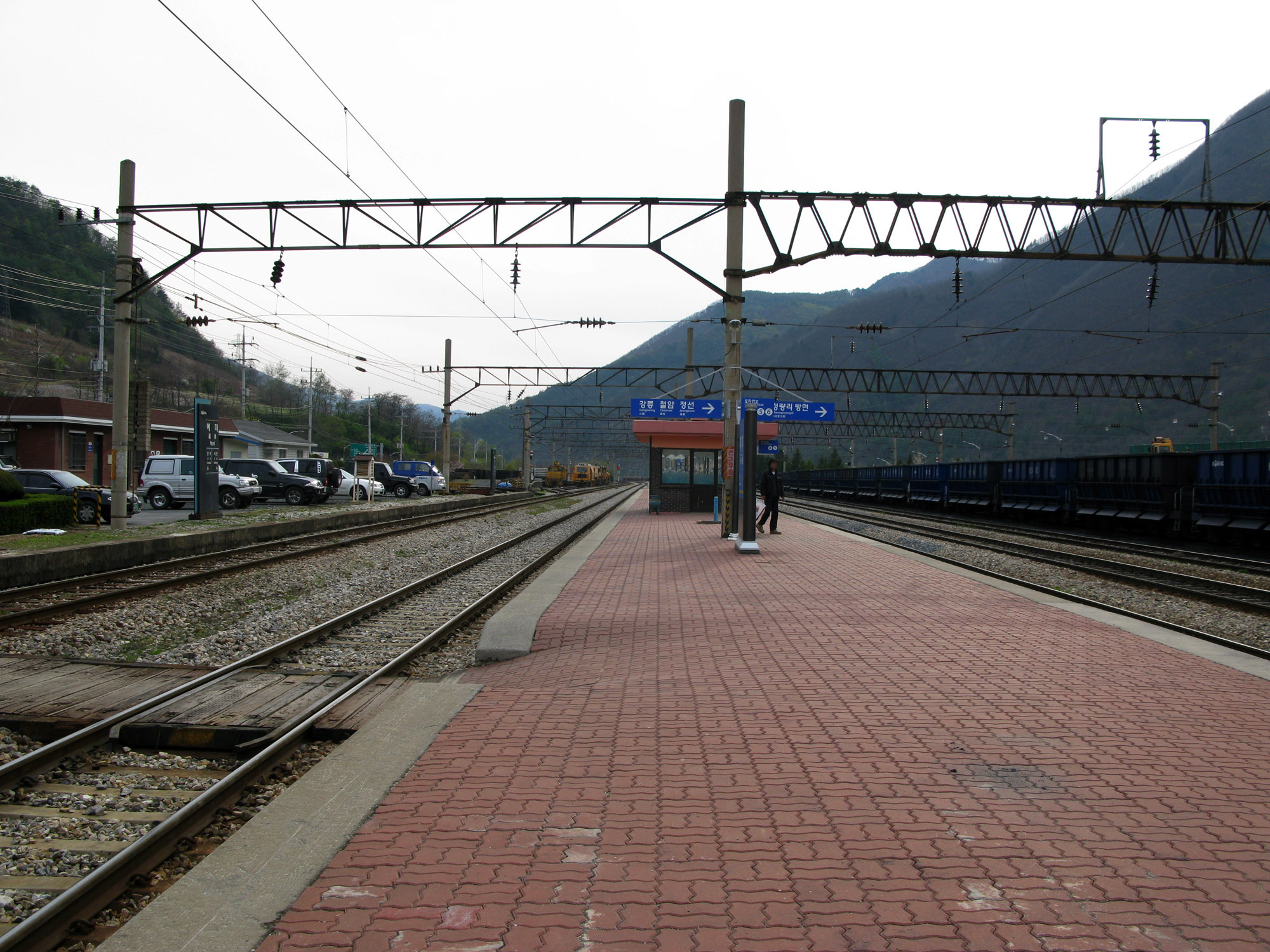
승강장
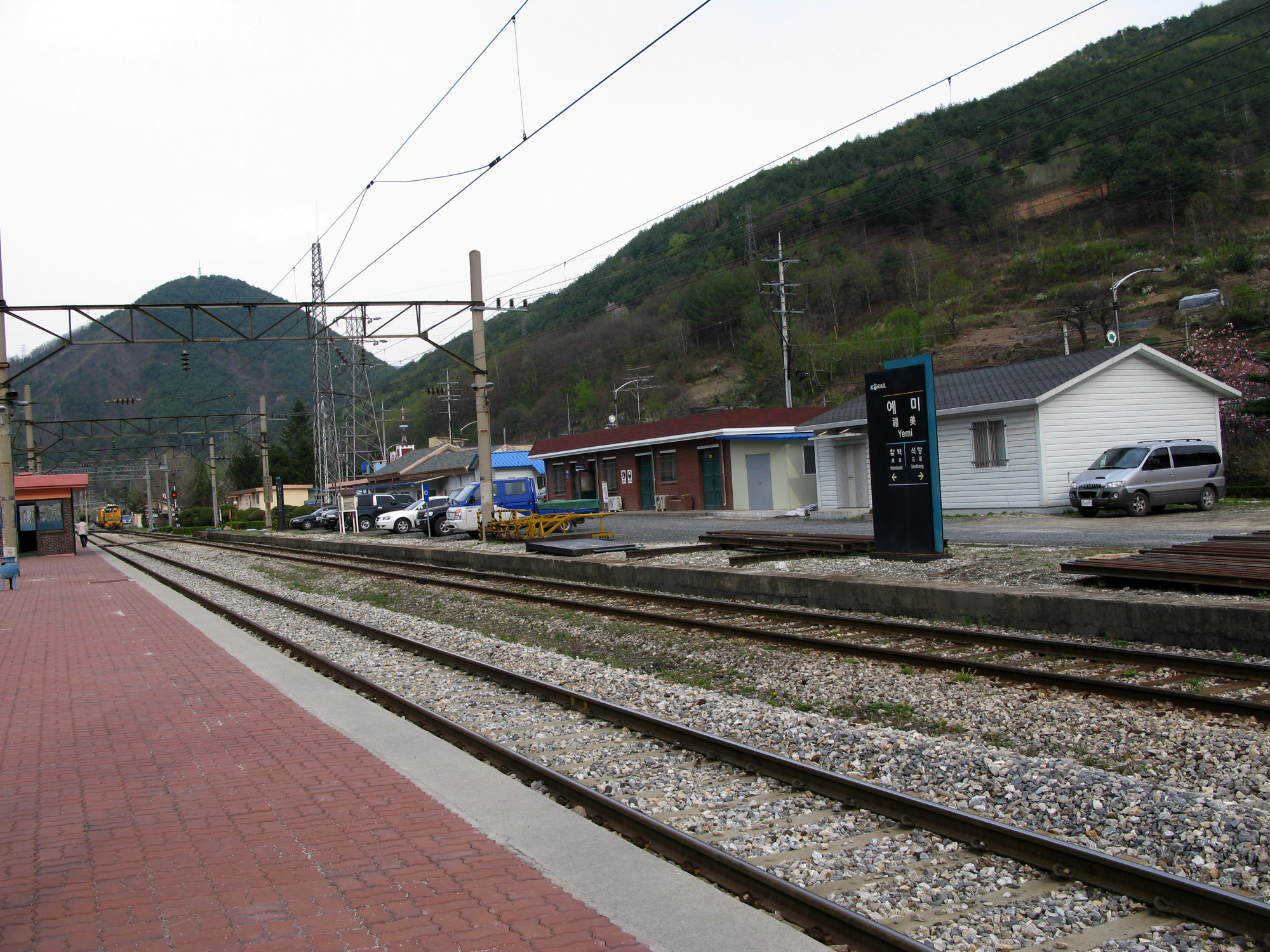
함백선 승강장
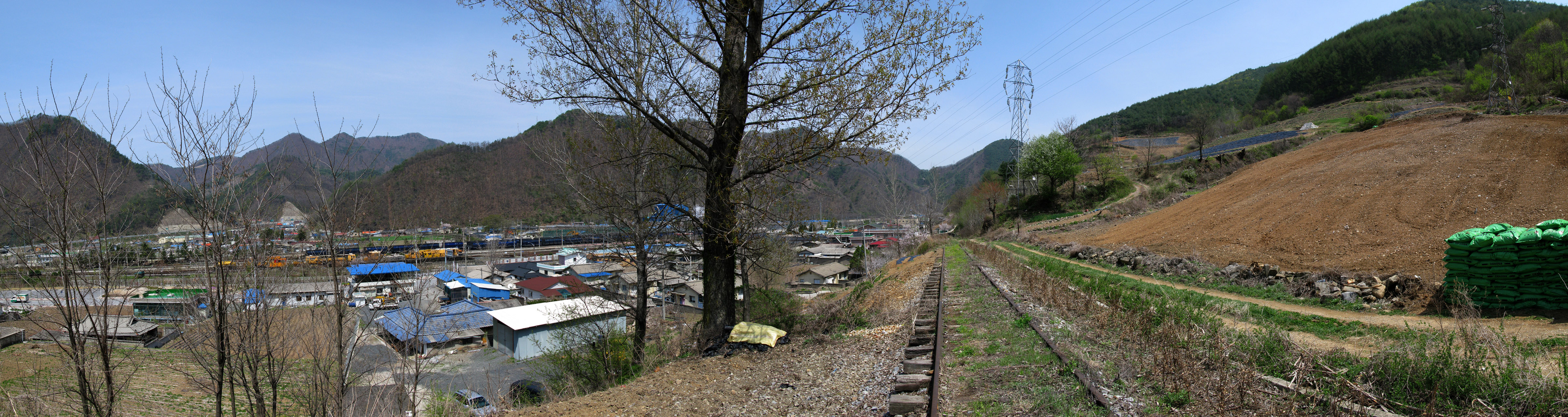
예미피난선
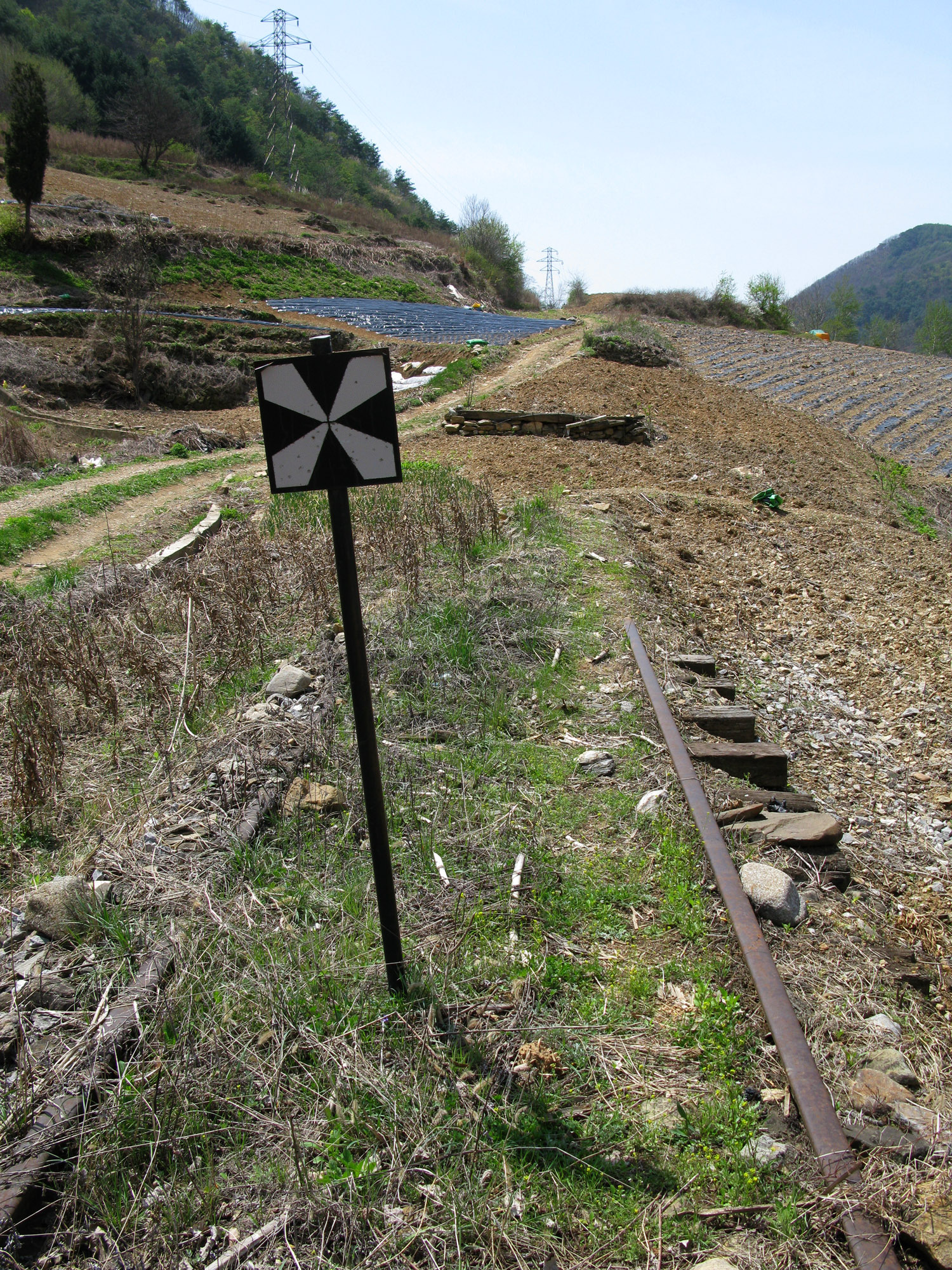
예미피난선 종점

## 인접한 역
| 태백선 · 영동선  | 태백선 · 영동선 | 태백선 · 영동선  |
| ---------------- | --------------- | ---------------- |
| 영월 청량리 방면 | 무궁화 태백선   | 민둥산 동해 방면 |
| 영월 청량리 방면 | 정선아리랑열차  | 민둥산 정선 방면 |